# Squalicorax
Squalicorax là một chi cá mập đã tuyệt chủng và được biết là đã sống trong thời kỳ kỷ Phấn trắng.

## Tên khoa học
Tên khoa học của loài cá mập này là "Squalicorax" có nguồn gốc từ tiếng Latinh, "Squalo" trong tiếng Latinh có nghĩa là cá mập và trong tiếng Hy Lạp,"Corax" có nghĩa là con quạ.

## Mô tả
Những con cá mập thuộc chi này thường có kích thước khoảng 1,8 đến 3 mét, có loài lên đến 4,8 mét. Cơ thể giống như những con cá mập hổ cát (Carcharias taurus), nhưng răng của chúng giống với răng của cá mập báo. Răng của chúng rất nhiều và tương đối nhỏ, với một vương miện cong và có răng cưa, chiều dài lên tới 2,5–3 cm (đại diện duy nhất của Mesozoic bộ cá nhám thu với răng cưa). Một số lượng lớn các hóa thạch răng đã được tìm thấy ở châu Âu, Bắc Phi và Bắc Mỹ. Squalicorax là một động vật ăn thịt biển, nhưng cũng ăn xác thối (minh chứng bằng một chiếc răng Squalicorax được tìm thấy nhúng trong các xương bàn chân của một con khủng long hadrosauridae sống trên cạn mà nhiều khả năng đã chết trên đất liền và kết thúc trong nước). Ngoài ra, Squalicorax cũng ăn một số loài vật khác bao gồm rùa, mosasaurs, ichthyodectes, các loài cá có xương sống và các sinh vật biển.

## Các mô tả được chọn lọc
Squalicorax falcatus (Agassiz, 1843) - là một loài cá mập cỡ vừa với một mõm rộng và răng tương đối nhỏ. Chiều dài lên đến gần 3 mét. Nó sống từ thời kì Cenomanian đến giai đoạn tiền Santonian             (Campanian). Bộ xương hoàn chỉnh được biết đến từ trầm tích ở vùng biển nội hải Bắc Mỹ của kỷ Phấn trắng ở Kansas, Nam Dakota và Wyoming, tất cả đều ở Mỹ. Hàm răng cũng được tìm thấy ở Pháp, Cộng hòa Séc, Canada và Morocco. Với hàm răng nhỏ, loài này được coi là một thợ săn những con mồi nhỏ. Tuy nhiên, dấu răng trên xương của loài bò sát biển là bằng chứng cho thấy cá mập cũng ăn thức ăn bị thối rữa. Các hình dạng cơ thể và cấu trúc của lớp vảy placoid chỉ ra khả năng bơi lội nhanh chóng. Một bộ xương hóa thạch hoàn chỉnh dài 1,9 mét đã được tìm thấy ở Kansas; bằng chứng về sự hiện diện của nó ở Đường biển nội hải Bắc Mỹ
Squalicorax kaupi (Agassiz, 1843) - từ giai đoạn cuối Santonian đến cuối Maastrichtian và sống ở Bắc Mỹ, New Zealand, Nhật Bản, châu Phi, châu Âu, Kazakhstan, Jordan và những nơi khác. Lớn hơn một chút so với những loài trước, trong đó nó có thể là một tổ tiên.
Squalicorax pristodontus (Agassiz, 1843) là loài lớn nhất, dài khoảng 3 - 5 mét. Từ kích thước của răng lớn nhất được biết đến của nó, ước tính nó có thể có chiều dài khoảng 5 m (16,5 ft). Nó sống trong giai đoạn cuối Campanian đến đầu Maastrichtian của Bắc Mỹ, Pháp, Hà Lan, Ai Cập, Morocco và Madagascar. Những phần còn lại được tìm thấy của loài này tương đối đầy đủ (đốt sống và các mảnh vỡ của hàm) đã được tìm thấy trong trầm tích biển ở Bắc Mỹ. Nó là loài có hàm răng lớn nhất, răng tương đối lỏng lẻo và rất lớn so với các loài khác. Trong chi này của cá mập, nghiên cứu đã chỉ ra rằng có sự tương quan chính xác giữa các kích thước của răng và chiều dài của cơ thể. Chúng có thể ăn con mồi khá lớn và cũng có thể ăn đồ thối rữa.
Squalicorax volgensis - loài cổ nhất của chi, từ đầu kỷ Phấn trắng của Volga - đã được mô tả bởi L. Glickman et al. trong năm 1971. Những chiếc răng của loài này hầu như không có răng cưa. Chúng được biết đến từ Albian đến Turonian Age ở Đông và Tây Âu, cũng như Texas. Răng cũng đã được tìm thấy từ các Albian ở Angola, Australia cũng như các Cenomanian và Santonian cổ ở Ai Cập, Kazakhstan và Nga. Tìm các răng của cá mập trong các trầm tích Kainozoi cho thấy chi này có lẽ đã tồn tại trong cuộc khủng hoảng Cretaceous-Paleogen.
Bán (nửa) hóa thạch khớp và lớn nhất và đầy đủ nhất thế giới của Squalicorax đã được tìm thấy vào năm 2014 trong các cửa hàng của Fossil Canada Trung tâm khám phá trong Morden, Manitoba, Canada, nơi mà nó sẽ hiển thị. Nó có chiều dài khoảng hơn 3m. [2]

## Danh mục các loài
- Squalicorax africanus Cappetta, 1991
- Squalicorax appendiculatus Agassiz in Geinitz, 1839
- Squalicorax baharijensis Stromer 1927
- Squalicorax bassanii Gemmellaro, 1920
- Squalicorax bernardezi Guinot, Uunderwood, Cappetta & Ward, 2013
- Squalicorax coquandi Vullo, Cappetta & Neraudeau, 2007
- Squalicorax curvatus Williston, 1900
- Squalicorax falcatus Agassiz, 1843
- Squalicorax heterodon Reuss, 1845
- Squalicorax kaupi Agassiz, 1843
- Squalicorax kugleri Leriche, 1938
- Squalicorax lindstromi Davis, 1890
- Squalicorax primigenius Landemaine, 1991
- Squalicorax priscoserratus Siverson, Lindgren & Kelley, 2007
- Squalicorax pristodontus Agassiz, 1843
- Squalicorax sagisicus Glikman, 1980
- Squalicorax volgensis Glikman, 1971
- Squalicorax yangaensis Dartevelle & Casier, 1943